# Moschino
Moschino — итальянская компания, основанная в 1983 году дизайнером Франко Москино, производитель модной одежды, тканей, парфюмерии, товаров для дома, аксессуаров и других предметов роскоши. Входит в Aeffe S.p.A.

## История
Первоначально бренд был создан в 1983 году модным дизайнером, Франко Москино (1950—1994). Москино и его модный бренд прославились своими инновационными, красочными и иногда эксцентричными дизайнами, любовью к сказочным сюжетам, критикой индустрии моды и кампаниями по информированию общественности в начале 1990-х годов. В 1994 году Франко Москино выразил желание разработать экологическую линию одежды, однако позже в том же году Франко умер от причин, связанных с ВИЧ. После смерти дизайнера креативным директором стала его бывшая помощница, Росселла Джардини. С 1999 года бренд является частью Aeffe fashion group.

## Настоящие дни
Росселла Джардини являлась креативным директором Moschino с 1994 по октябрь 2013 года. Ответственная за имидж и стиль бренда, Джардини сохраняла стилистический и философский подход после смерти Франко Москино, с которым она сотрудничала с 1981 года. В октябре 2013 года Джереми Скотт стал креативным директором Moschino, показав свою первую коллекцию осенью 2014 года.
В 2006 году Moschino разработал наряды для церемонии открытия Зимних Олимпийских игр 2006 года в Турине . Бренд Moschino также разработал концертные костюмы для тура Кайли Миноуг «Showgirl — The Greatest Hits Tour», солнцезащитные очки для тура Мадонны «Sticky & Sweet Tour» и шесть нарядов для Леди Гаги для ее тура The Born This Way Ball Tour в 2011—2012 годах.
Начиная с коллекции осень/зима 2008—2009 годов, бренд Moschino Jeans сменил свое название на Love Moschino.
Владельцем лейбла Moschino является Moschino SpA, компания, которая была приобретена Aeffe S.p.A. (производитель Moschino с 1983 года) и Sportswear International SpA в 1999 году. Moschino SpA осуществляет свой бренд-менеджмент, деятельность по заключению лицензионных соглашений, коммуникацию и координацию коммерческой политики автономно.
В 2007 году Moschino SpA подписала эксклюзивное соглашение с компанией Scienward International Holdings Limited о франчайзинге и дистрибуции своей продукции в Китае (за исключением Гонконга и Макао). Десятилетнее соглашение предусматривает открытие сорока магазинов (22 за первые пять лет сотрудничества) и эксклюзивную дистрибуцию линий одежды бренда Moschino, начиная с коллекции весна/лето 2008.
Moschino SpA также объявила о своем пятилетнем возобновляемом соглашении с Allison на создание, разработку и распространение по всему миру новой коллекции очков Moschino, а также о подписании пятилетнего соглашения с Binda Group на производство и маркетинг часов и впервые ювелирной коллекции, лицензированной брендом Moschino CheapAndChic. Новая коллекция шлемов Moschino была впервые представлена миру в ноябре 2007 года, во время выставки EICMA. Эти шлемы стали результатом сотрудничества между производителями шлемов Max Safety Fashion и модным брендом Moschino.
В октябре 2008 года Moschino SpA и Altana SpA, ведущие компании в секторе детской одежды, объявили о подписании соглашения о создании, развитии и мировом распространении с возможностью продления на пять лет коллекций Moschino для детей. Коллекции, творческий аспект которых остается в Moschino, были ориентированы на три возрастные группы: Moschino Teen в возрасте от шести до четырнадцати лет, Moschino Kid в возрасте от двенадцати месяцев до шести лет и Moschino Baby от одного месяца до двух лет.
В 2010 году в Милане открылся первый отель Maison Moschino.
В июле 2011 года коллекция компании была представлена на подиуме Brandery fashion show в Барселоне.
В феврале 2014 года WWD объявила, что Анджела Миссони наняла Росселлу Джардини, бывшего креативного директора Moschino, в качестве консультанта для обмена идеями по ее модным коллекциям. Анджела Миссони по-прежнему будет креативным директором Missoni Angela Missoni will continue to be creative director of Missoni..
В январе 2024 года Адриан Аппиолаза стал новым креативным директором Moschino. Раньше он десять лет работал дизайн-директором Loewe.

## Коллекции
Бренд состоит из нескольких коллекций: Moschino (женская и мужская основная линия), Moschino Cheap and Chic (женская линия одежды, созданная в 1988 году), Love Moschino (женская и мужская линия, известная как Moschino Jeans с 1986 по 2008 год), в порядке эксклюзивности. Кроме того, под брендом Moschino продаются аксессуары, ювелирные изделия, часы, парфюмерия и косметика и даже реактивные шлемы . Почти все модели часов производятся компанией Binda Group. В Милане под брендом Moschino открылся концептуальный отель в 2009 году, Maison Moschino.
С 2015 года под руководством креативного директора Джереми Скотта коллекция Cheap and Chic была закрыта, и вместо неё бренд запустил новую женскую линию под названием Boutique Moschino.

## Сотрудничество
В апреле 2018 года бренд Moschino объявил о своем сотрудничестве с шведским брендом H&M, которое планировалось запустить в ноябре 2018 года. В апреле 2019 года было объявлено, что Moschino выпустит коллекцию в сотрудничестве с Electronic Arts The Sims 4. Коллекция будет включать в себя пиксельную одежду, вдохновленную игрой.

## Культурное влияние
- В песне Lil’ Kim 1996 года «Queen Bitch» упоминается бренд Moschino[22].
- В песне The Notorious B.I.G «Hypnotize» также упоминается бренд Moschino[23].
- В песне 2003 Эми Уайнхаус «Take the Box» упоминается Moschino в строчке «Ты купил мне нижнее белье от Moschino прошлым Рождеством»[24].